# Heterocerus schawallensis
Heterocerus schawallensis là một loài bọ cánh cứng trong họ Heteroceridae. Loài này được Mascagni miêu tả khoa học đầu tiên năm 2007.